# 大山神社 (尾道市)
大山神社（おおやまじんじゃ）は、広島県尾道市因島の神社。
773年（宝亀四年）に、伊予国大三島の大山祇神社より勧請して創建。中世、因島村上水軍の守護神として崇敬された。しまなみ海道上の神社としては、大山祇神社に次いで規模が大きく、サイクリングスポットとしても人気を集める。2018年の集計によると、因島内で最も観光客数が多い施設となっている。

## 祭神・境内社
- 主祭神 : 大山積大神
- 相殿 : 須佐之男命、天児屋根命、大国主大神、事代主神

### 摂社
- 自転車神社[4] - 祭神の和多志大神は伊予国風土記に見える大山積神の別名で、「渡し」の神の意。この名で祀られる場合は、交通安全・航海守護・流通・良縁の加護があるとされる。
- 小宮（鍛冶神社・秋葉神社・幸守神社・匠神社）
- 耳明神社[5] - 耳の神を祀る。
- 稲荷神社・御縁神社
- 方違厄除宮
- 石鎚神社
- 天神社
- 祓神社